# (E)-4-하이드록시-3-메틸뷰트-2-엔일 피로인산
(E)-4-하이드록시-3-메틸뷰트-2-엔일 피로인산(영어: (E)-4-hydroxy-3-methyl-but-2-enyl pyrophosphate, HMB-PP, HMBPP)은 아이소프레노이드 생합성의 비메발론산 경로에서의 대사 중간생성물이다. (E)-4-하이드록시-3-메틸뷰트-2-엔일 피로인산 생성효소(HMB-PP 생성효소, IspG)는 2-C-메틸에리트리톨 2,4-사이클로피로인산(MEcPP)을 (E)-4-하이드록시-3-메틸뷰트-2-엔일 피로인산(HMB-PP)으로 전환시키는 것을 촉매한다. (E)-4-하이드록시-3-메틸뷰트-2-엔일 피로인산(HMB-PP)은 4-하이드록시-3-메틸뷰트-2-엔일 피로인산 환원효소(HMB-PP 환원효소, IspH)에 의해 아이소펜테닐 피로인산(IPP)과 다이메틸알릴 피로인산(DMAPP)으로 전환된다.
(E)-4-하이드록시-3-메틸뷰트-2-엔일 피로인산은 결핵균(Mycobacterium tuberculosis)을 비롯한 대부분의 병원성 세균에서 필수적인 대사산물이지만 사람에는 존재하지 않는다.
(E)-4-하이드록시-3-메틸뷰트-2-엔일 피로인산은 말초 혈액의 주요 γδ T 세포 집단인 사람의 Vγ9/Vδ2 T 세포에 대한 생리적인 활성인자(비펩타이드 항원)이다. (E)-4-하이드록시-3-메틸뷰트-2-엔일 피로인산은 0.1 nM의 극소 농도로도 생체 활성을 가지며 아이소펜테닐 피로인산(IPP)이나 알킬 아민과 같은 다른 천연 화합물보다 10,000배~10,000,000배 더 강력하다. (E)-4-하이드록시-3-메틸뷰트-2-엔일 피로인산은 BTN3A1의 B30.2 도메인에 결합하여 기능을 수행한다.

## 같이 보기
- 비메발론산 경로
- 2-C-메틸에리트리톨 2,4-사이클로피로인산 (MEcPP)